# Detektiv Conan – Die Kreuzung des Labyrinths
Detektiv Conan – Die Kreuzung des Labyrinths (名探偵コナン 迷宮の十字路, Meitantei Konan: Meikyū no Kurosurōdo) ist ein japanischer Anime-Film aus dem Jahr 2003 und der siebte Kinofilm zur Serie Detektiv Conan.
In Deutschland erschien der Film am 25. August 2008 bei Kazé Anime auf DVD. Die deutsche Erstausstrahlung fand in zwei Teilen am 19. und 20. Januar 2011 bei RTL II statt.

## Handlung
Mehrere Mitglieder der Genshibutaru-Bande, einer in Tokio, Kyoto und Osaka aktiven Diebesbande, werden von einer maskierten Person getötet. Der Mörder entwendet dabei den Opfern jeweils ein Buch mit dem Titel „Die Geschichte von Yoshitsune“ sowie ein Rätsel. In Kyoto trifft Kogoro Mori auf Ryuen, den Priester eines Tempels. Dieser beauftragt Kogoro, den vor acht Jahren gestohlenen „heiligen Buddha der Heilung“, der nur alle 12 Jahre der Öffentlichkeit präsentiert wird, wiederzufinden. In Kogoros Begleitung sind Ran, Conan, Sonoko, Professor Agasa sowie die anderen Mitglieder der Detective Boys. Kogoro bekommt einen Brief und das Bilderrätsel der Diebesbande gezeigt. Der Text besagt, die Lösung des Rätsels würde den Aufenthaltsort der Buddhastatue offenbaren. Am nächsten Tag begibt sich Conan allein auf die Suche nach der Buddhastatue. Dabei begegnet er Heiji, der in Kyoto einst seine erste Liebe sah: Als Heiji als kleiner Junge Kyoto besuchte, stand ein Mädchen unter einem blühenden Kirschbaum und sang das Lied von Kyoto. Conan und Heiji begeben sich gemeinsam auf die Suche. Währenddessen besuchen Ran, Sonoko und Kazuha einen Tempel. Kazuha ist besorgt, weil sie annimmt, dass Heijis erste Liebe in Kyoto wohne. Heiji erzählt Conan die Geschichte vom singenden Mädchen, bevor sie weiter zum Kurama Tempel fahren. Dabei entgeht Heiji nur knapp einem Pfeil; die anschließende Verfolgungsjagd endet damit, dass der Schütze entkommt.
Schließlich gehen Conan, Ran, Sonoko, Heiji und Kazuha in ein Teehaus, in dem Kogoro betrunken seinen Abend verbringt. Dort ist auch Chikasuzu sowie drei Investoren. Einer von ihnen namens Sakura ist sehr müde und legt sich daher in einem unteren Zimmer schlafen. Die Mädchen gehen auf die untere Terrasse, um den Fluss betrachten zu können. Als die Besitzerin des Teehauses Sakura wecken will, findet sie ihn ermordet vor. Heiji und Conan sammeln Hinweise auf den Täter, bis die Polizei von Kyoto eintrifft.
Da Conan die Schlüssel aus Sakuras Jackett genommen hat, ist es Heiji und ihm möglich, sich in dessen Laden umzusehen. Sie finden dort ein Exemplar der Yoshizunes Chronik, in welcher der Name Saburoh Iseno steht. Iseno war demnach ebenfalls Mitglied der Genshibutaru Bande. Auch das Bilderrätsel ist darin enthalten. Conan geht davon aus, dass Sakura das Originalrätsel bei sich trug und der Täter nichts von der Kopie wusste. Laut Heiji sind nur vier Menschen in der Lage gewesen ihn zu ermorden: Ryuen, Saijo, Mizuo oder Chikasuzu. Außerdem denken Conan und Heiji, dass der Mörder die Tatwaffe in den Fluss geworfen habe.
Auf der Heimfahrt mit Kazuha wird Heiji erneut angegriffen. Die darauf folgende Verfolgungsjagd endet in einem Park. Der Angreifer zieht ein Messer und greift Heiji an und verletzt diesen. Kazuha eilt Heiji zu Hilfe und der Angreifer lässt überraschenderweise den Dolch in der Erde stecken.
Im Krankenhaus treffen sie auf Shiratori. Kazuha bittet Ran, auf Heiji aufzupassen, und verlässt das Krankenhaus. Als Ran in Heijis Krankenzimmer geht, sind sowohl Heiji als auch Conan verschwunden. Beide überprüfen die Alibis der drei Investoren. Keiner der drei besitzt ein Alibi. Chikasuzu kommt hinzu. Auf dem Weg zurück fängt Chikasuzu an das Lied von Kyoto zu singen. Heiji denkt, sie sei seine erste Liebe.
Conan trifft auf dem Weg zurück die Detective Boys, allerdings ohne Genta, der sich verlaufen hat. Conan spürt mit Hilfe seiner Brille Genta auf und erklärt Heiji die Detektiv-Abzeichen. Da haben Conan und Heiji einen Gedankenblitz und begeben sich zum Fluss vor dem Teehaus.
Währenddessen sucht Kazuha nach einem Stück der Maske, das sie mit einem Stein bei Heijis Rettung herausgeschlagen hat. Sie findet es, wird dabei allerdings beobachtet.
In Tokio grübelt unterdessen Kommissar Megure über die Fundstücke bei den Leichen: Ein Paar Handschuhe beim Ersten, ein Schal beim Zweiten und eine Mütze beim Dritten. Sowohl Stoff als auch Farbe sind identisch. Megure, Takagi und Sato kommen zu dem Schluss, dass entweder Benkei oder Yoshizune tot ist und die Dinge als Andenken aufgeteilt wurden. Sie informieren Shiratori über diese neuen Erkenntnisse telefonisch. Chikasuzu erzählt derweil über ihre Vergangenheit: Ihre Mutter war Geisha, starb aber als Chikasuzu fünf Jahre alt war. Die Besitzerin des Teehauses nahm Chikasuzu auf und sorgte für sie. Der Vater ist unbekannt, allerdings bekamen sie bis vor drei Monaten monatliche, anonyme Geldsendungen.
Kogoro Mori denkt, dass Chikasuzu Sakuras Mörder und Kommissar Ayanokohji ihr Komplize sei. Das Motiv sei Rache für den Mord an ihrem Vater Yoshitsune. Allerdings kann seine Beweisführung widerlegt werden.
Heiji und Conan glauben, das Bilderrätsel gelöst zu haben. Also rennen sie los, wobei bereits hier zu sehen ist, dass es Heiji schlechter geht. Die beiden rekonstruieren die Geschichte der Bande und des Rätsels und gehen davon aus, dass Heiji getötet werden sollte, weil seine Perle ein Teil der Buddhastatue ist. Heiji bekommt einen Anruf und erfährt, dass Kazuha entführt wurde. Die Entführer verlangen, dass Heiji einen bestimmten Tempel aufsucht. Heiji bricht zusammen und bleibt bewusstlos liegen. Trotzdem erscheint Heiji später beim Tempel und offenbart seine Lösung des Falls: Saijoh alias Benkei ist der Mörder. Benkei lässt Kazuha zu Heiji gehen und verlangt den Kristall des Buddhas. Benkei
greift Heiji an. Dabei stellt sich heraus, dass sich Shinichi als Heiji verkleidet hat. Der wahre Heiji, der sich inzwischen aus dem Krankenhaus gestohlen hat, erscheint und kämpft gegen Benkei und dessen Männer. Da Shinichi sich anschickt, wieder in Conan zu verwandeln, rennt er in den Wald. Dort trifft er auf Ran und betäubt diese mit dem Narkosechronometer, bevor er wieder zu Conan wird.
Anschließend greift Conan in den Kampf im Tempel ein, und Heiji kann Benkei mit Conans Hilfe besiegen. Schließlich werden Benkei und dessen Helfer festgenommen.
Vor der Abfahrt entschuldigt sich Mori beim Oberpriester dafür, dass sie den Buddha nicht finden konnten. Nach der Abfahrt gehen der Oberpriester und der Priester zum Schrein und öffnen ihn. Verblüfft stellen sie fest, dass der Buddha mitsamt Heijis Mütze im Schrein steht. Conan und Heiji hatten diesen vor Tagesanbruch in einem kleinen Wachturm der Tempelanlage gefunden. Am Bahnhof erkennt Heiji aufgrund einer Geschichte von Kazuha, dass sie seine erste Liebe ist, was er ihr aber nicht erzählt.

## Synchronisation
| Figur                         | Japanischer Sprecher (Seiyū) | Deutscher Sprecher    |
| ----------------------------- | ---------------------------- | --------------------- |
| Conan Edogawa                 | Minami Takayama              | Tobias Müller         |
| Shin’ichi Kudō                | Kappei Yamaguchi             | Tobias Müller         |
| Ran Mōri                      | Wakana Yamazaki              | Giuliana Jakobeit     |
| Kogorō Mōri                   | Akira Kamiya                 | Jörg Hengstler        |
| Heiji Hattori                 | Ryō Horikawa                 | Robin Kahnmeyer       |
| Ai Haibara                    | Megumi Hayashibara           | Andrea Kathrin Loewig |
| Ayumi Yoshida                 | Yukiko Iwai                  | Julia Meynen          |
| Mitsuhiko Tsuburaya           | Ikue Ōtani                   | Fabian Hollwitz       |
| Genta Kojima                  | Wataru Takagi                | Michael Iwannek       |
| Professor Hiroshi Agasa       | Ken’ichi Ogata               | Rüdiger Evers         |
| Kazuha Toyama                 | Yūko Miyamura                | Anja Stadlober        |
| Sonoko Suzuki                 | Naoko Matsui                 | Jill Böttcher         |
| Inspektor Jūzō Megure         | Hirotaka Shimasawa           | Klaus-Dieter Klebsch  |
| Inspektor Wataru Takagi       | Wataru Takagi                | Karlo Hackenberger    |
| Inspektorin Miwako Sato       | Atsuko Yuya                  | Gundi Eberhard        |
| Inspektor Ninzaburo Shiratori | Kazuhiko Inoue               | Alexander Doering     |
| Kommissar Fumimaro Ayanokoji  | Ryōtarō Okiayu               | Oliver Siebeck        |
| Chika Suzu                    | Mari Adachi                  | Catrin Dams           |
| Taiga Saijo                   | Hirotaka Suzuoki             | Markus Pfeiffer       |
| Shōzō Sakura                  | Saburo Kamei                 | Werner Ziebig         |

## Rezeption
Die Mangaszene schreibt, man könne den Film auch „den ersten Heiji-Film“ nennen, da er sich vor allem um den Detektiv aus Osaka drehe. Der liefere Verfolgungsjagden und packende Kämpfe, dazu kämen tolle Hintergründe in den Landschafts- und Tempelszenen, sodass sich der Film auch optisch positiv von den vorherigen der Reihe absetze. Die sehr japanischen Rätsel und Hintergrundgeschichten sollten westliche Zuschauer nicht abschrecken. Insgesamt biete Die Kreuzung des Labyrinths viel Spaß und sei einer der besten Filme der Reihe.